# Vroeg op Frank
Vroeg op Frank was een radioprogramma op de Nederlandse radiozender NPO Radio 2. 
Het programma werd voorheen vanaf 2 januari 2015 t/m 5 oktober 2018 van maandag tot en met vrijdag tussen 04:00 en 06:00 uur uitgezonden door de publieke omroep BNNVARA. 
Vanaf zaterdag 3 november 2018 werd het de nieuwe ochtendshow in het weekeinde op NPO Radio 2. Het programma werd gepresenteerd door Frank van 't Hof. Vaste invallers sinds december 2018 zijn Rutger Radstaake of Gijs Hakkert. Op 6 juni 2020 maakte Van 't Hof bekend in het najaar te gaan stoppen met de ochtendshow in het weekeinde op NPO Radio 2. Op zondag 27 september 2020 was de allerlaatste uitzending.

## Vaste onderdelen
Het programma kende enkele vaste onderdelen:
De vroegste luisteraarDe eerste luisteraar die 's ochtends met de studio belt wordt door Van 't Hof in het zonnetje gezet en krijgt een prijs.
Jan de weermanIn dit onderdeel belt Van 't Hof met weerman Jan die de luisteraar informeert over het actuele weer.
De TruckerTrackVan 't Hof draait aan een rad waarna het rad terecht komt op een bepaalde snelweg. Vrachtwagenchauffeurs die op dat moment op de betreffende snelweg rijden, kunnen inbellen om zo een plaat aan te vragen.
De slimste luisteraarIedere woensdagochtend speelde Van 't Hof samen met Harm den Besten, die van 2015 tot augustus 2017 op NPO 3FM het programma Slapen is voor Losers! presenteerde, een quiz waarin een luisteraar van NPO Radio 2 en een luisteraar van NPO 3FM het tegen elkaar opnamen. Dit onderdeel keerde niet terug in de ochtendshow in het weekeinde.
De verzamelaarElke zondagochtend vertelt een luisteraar over zijn/haar bijzondere verzameling.
Aan De Slag! · Afslag Thunder Road · Aje Tho! · Annemiekes A-lunch · Blokhuis · Bureau De Wilt · Bureau Kijk in de Vegte · Corné Klijns Soul Sensations · De Staat van Stasse · De Wild in de Middag · Echt Jasper · Funky Frank's · Giel ·Gijs 2.4 · Grand Café Kranenbarg · Helemaal Haandrikman · Het Platenpaleis · Hey JP! · Holy Hits · Jan-Willem Start Op! · Licence 2 Chill · Mega Album Top 50 · Motel De Wilt · Musical Moods · Muziekcafé · On the Beat · One Night Stenders · Het oor wil ook wat · PAUL! · Rabbering Laat · Rarmarmar · RickvanV doet 2 · Rinkeldekinkel · Schiffers.fm · SHAY! · Simone's Songlines · Soul Night met One'sy · Spijkers met koppen · Thank God It's Sunday · The Best of 2night · The Big Frank Show · Thijs · Tijd voor Twee · Van Inkels Choice · Verrukkelijke 15 ·  VrijZaZo Show · Vroeg op Frank · 't Wordt Nu Laat · WILDGROEI · Wout2Day · Yora en Sander, Sander en Yora